# 榎木麻衣
榎木 麻衣（えのき まい、1985年8月19日 - ）は、サンテレビジョンのアナウンサーで、元・宮崎放送アナウンサー。

## 人物
宮崎県生まれの熊本県育ち。血液型A型。趣味は映画鑑賞とスポーツ観戦。宮崎大学教育文化学部への在学中には、小栗康平監督の映画「埋もれ木」に、準主役として出演していた。
大学卒業後の2008年に、アナウンサーとして宮崎放送に入社。入社後は、「榎木まい」という名義で、主にスポーツキャスターを務めていた。
2010年4月1日付で、宮崎放送からサンテレビへ移籍。移籍後は、ニュースキャスターから『サンテレビボックス席』（阪神タイガースの公式戦を中心としたプロ野球中継）でのベンチリポーターに至るまで、幅広く活躍している。プロ野球のオフシーズンに放送される阪神関連の情報番組『熱血!タイガース党』には、2011年度にレギュラーで出演。以降の放送でも、「幹事長代理」という名義で登場することがある。
その一方で、サンテレビでは、「おっ!サン商店街」（同局がインターネット上で運営する通信販売サイト）のCMで宮崎弁を披露。自身と同じ九州出身者が阪神の選手に多いことから、『熱血!タイガース党』の特別番組では、「榎木麻衣のがんばれ!九州男児」という企画で九州出身の選手に宮崎弁でインタビューをしている。
2018年1月から産前産後休暇に入っていたが、第1子の出産を経て、2019年4月1日付でアナウンサーとして職場に復帰。復帰後に第2子を懐妊したため、2020年1月から産前産後休暇を再び取得していた。2021年4月1日から職場へ再び復帰することを機に、同日から放送を開始する『NEWS×情報 キャッチ+』での木・金曜分で前半（地域情報パート）のMCを担当する。

## 出演番組

### 現在
- SUN-TVニュース（不定期）
- NEWS×情報 キャッチ+（木曜・金曜MC）

### 過去
- NEWS SIGNALスポーツキャスター（「月曜トラの穴」担当、2010年4月 - 2012年3月）
- 週末ココいこっ!おっ!サンなび（土曜日に生放送の情報番組、MC、2011年4月 - 2013年9月）
- 熱血!タイガース党（2011年度のみ、「ウィークリータイガース」週替わり解説担当）
- サンテレビボックス席（2012年度 - 、ベンチリポーター）※当初はオリックス・バファローズ戦中継のみ出演。同年7月以降は、メインカードの阪神タイガース戦中継でも担当。
- NEWS PORTサブキャスター（『NEWS SIGNAL』の後継番組、2012年4月 - 2016年3月：木・金曜日、2017年4月 - 12月：月 - 水曜日）
- カツヤマサヒコSHOW（2013年10月 - 2017年3月）
- 5時に夢中!(TOKYO MX制作、2015年8月14日) ※サンテレビで同時ネットを実施している関係で、同局からの公開生放送に出演。
- モノ知りSUNデー（2017年4月 - 、毎週日曜日12:00 - 12:30）
- サンテレビ提供アナウンス（2015年10月現在）
- 情報スタジアム 4時!キャッチ（水・木曜日ニュースキャスター、2019年7月3日 - 12月25日）※1回目の産前産後休暇から復帰後初めてのレギュラー番組